# Пикте, Жан
Жан Симон Пикте́ (фр. Jean Simon Pictet; 2 сентября 1914, Женева — 30 марта 2002, Мерен) — швейцарский юрист и общественный деятель, многолетний член руководства Международного Комитета Красного Креста.
Изучал право в Женевском университете (в 1955 году получил докторскую степень).
С 1937 года работал юристом МККК, возглавлял его юридический отдел. В 1967—1984 годах входил в число членов комитета, при этом в 1971—1979 годах занимал пост вице-президента организации.
В 1965—1979 годах был преподавателем международного права в области прав человека в Женевском университете.
В 1975—1979 годах был директором Института Анри Дюнана, а следующие два года — его президентом.
Сыграл значительную роль в разработке Женевских конвенций, заключённых в 1949 году и устанавливающих правовые стандарты обращения с участниками боевых действий. Руководил изданием комментариев к Женевским конвенциям 1949 года и Дополнительным протоколам 1977 года.
В 1950-е годы ввёл в обращение термин «международное гуманитарное право».
На основе работы Пикте Les Principes de la Croix-Rouge (1955) в 1960-е годы были сформулированы основополагающие принципы Международного движения Красного Креста.
В конце жизни занимался изучением истории покорения индейцев Северной Америки.